# Neptis phrasylas
Neptis phrasylas is een vlinder uit de onderfamilie Limenitidinae van de familie Nymphalidae. De wetenschappelijke naam van de soort is voor het eerst geldig gepubliceerd door Hans Fruhstorfer.